# Чихачево (Івановська область)
Чихачево (рос. Чихачево) — присілок в Верхнєландеховському районі Івановської області Російської Федерації.
Населення становить 37 осіб. Входить до складу муніципального утворення Митське сільське поселення.

## Історія
Від 2005 року входить до складу муніципального утворення Митське сільське поселення.

## Населення
1. Н/Д[2]